# Leah Ray
Leah Ray Hubbard (16 de febrero de 1915-27 de mayo de 1999) fue una cantante y actriz estadounidense nacida en Norfolk, Virginia. Cantó con importantes orquestas de baile y actuó en más de una docena de películas.

## vocalista de Big-band
Poco después de que Ray se mudara a California, su tío le presentó a Phil Harris y le organizó una prueba. Como resultado, a los 16 años ya cantaba para la orquesta de Harris.  También cantó con la orquesta de Tommy Dorsey.

## Cine
Leah Ray debutó en la pantalla en 1934, coprotagonizando junto a Bob Hope su propio debut en la pantalla, el cortometraje de comedia musical Going Spanish (1934). La película fue producida en Nueva York por Educational Pictures y distribuida por Twentieth Century-Fox. Fox contrató a Ray para largometrajes, incluyendo One in a Million (1936), The Holy Terror (1937), Wake Up and Live (1937), y (coprotagonizada por Tony Martin) Sing and Be Happy (1937).
En una situación descrita en un artículo de periódico como "extraordinaria", la madre de Ray (también llamada Leah Ray Hubbard) fue la doble de su hija, "trabajando con ella en todas sus fotos".

## Vida personal
Mientras cantaba con la orquesta de Phil Harris, Leah Ray conoció al ejecutivo de Music Corporation of America Sonny Werblin. Se casaron el 27 de marzo de 1938, y tuvo tres hijos: Robert, Thomas y Hubbard. Los Werblin estuvieron casados más de 50 años, hasta la muerte de él en 1991. Ella y su marido crearon la Fundación David y Leah Ray Werblin, que prestó apoyo financiero a la Rutgers University, causas benéficas y actividades culturales.

## Carreras de purasangres
Sonny Werblin fue accionista y director del Monmouth Park Racetrack y constructor del Meadowlands Sports Complex, que incluía un recinto para carreras de caballos. Leah Ray Werblin y su esposo corrían con caballos purasangre bajo el nom de course, Elberon Farm. Entre sus éxitos en las carreras, su potro Silent Screen, fue elegido American Champion Two-Year-Old Colt.
Leah Ray Werblin murió el 27 de mayo de 1999, en su casa de Rumson, Nueva Jersey a la edad de 82 años.